# Центральная библиотека имени Горького (Батайск)
Центральная библиотека имени Горького  — центральная библиотека города Батайска Ростовской области. Открыта в 1938 году. 
Адрес: 346880, Ростовская область, г. Батайск, ул. Кирова, д. 32/1.

## История
История библиотек в Батайске уходит в далекое прошлое. В 1898 году в селе Батайск работала читальня при казенной чайной, а после революции, с 1918 года там было две избы – читальни.
Первая районная библиотека открылась в Батайске 1 июля 1930 года. К этому времени в ней было 5000 экземпляров книг. Библиотека пользовалась популярностью у жителей Батайска. Библиотекари проводили обзоры книг, беседы с читателями, оформляли выставки книг.
В 1938 году Батайску был присвоен статус города, а библиотека стала городской. В годы Великой Отечественной войны библиотека была сильно разрушена. После освобождения Батайска в 1943 году библиотека вновь создавалась жителями города. В неё они приносили свои книги. С 1945 года в библиотеке работало три сотрудника.
Имя писателя Максима Горького было присвоено библиотеке в 1958 году, в 1960 году она стала Центральной городской библиотекой.
С 1980 года библиотека им. М. Горького возглавила все городские библиотеки. Была образована Централизованная библиотечная система города Батайска. В 1986 году для библиотеки было построено новое здание по адресу: ул. Кирова 32, куда она и переехала. В настоящее время библиотека им. М. Горького является крупнейшей в городе Батайске. В ней насчитывается 92 тыс. единиц хранения: книги, периодические издания, фонд виниловых дисков, фонд аудио и видео кассет, фонд оптических дисков, электронная база данных.
Центральная библиотека города представляет собой информационный, культурный и досуговый центр. Число читателей библиотек города составляет 35537 (библиотеки им. М. Горького 0 около 700),  книговыдача составляет 687650 экземпляров в год.
Директор библиотеки: Парасоцкая Елена Викторовна.